# Йохан Адолф (Бентхайм-Текленбург)
Йохан Адолф фон Бентхайм-Текленбург (на немски: Johann Adolf von Bentheim-Tecklenburg) от фамилията Бентхайм-Текленбург е граф на Текленбург (1674 – 1704), госодар на Реда (1674 – 1699) и граф на Лимбург (1674 – 1680/1681).

## Биография
Роден е на 22 септември 1637 година в дворец Текленбург. Той е най-възрастният син на граф Мориц фон Бентхайм-Текленбург (1615 – 1674) и съпругата му Йохана Доротея фон Анхалт-Десау (1612 – 1695), дъщеря на княз Йохан Георг I от Анхалт-Десау (1567 – 1618) и втората му съпруга Доротея фон Пфалц-Зимерн (1581 – 1631).
Йохан Адолф управлява заедно с брат си Фридрих Мориц (1653 – 1710). След една година те разделят собствеността. Йохан Адолф запазва за себе си Графство Текленбург и Господство Реда. Фридрих Мориц получава Графство Лимбург, Вефелингховен и Гронау.
Йохан Адолф има през 1686 г. наследствени конфликти с фамилията Золмс-Браунфелс. Той трябва да даде през 1699 г. на Золмс-Браунфелс дворец Текленбург, три четвърти от графство Текленбург и една четвърт от господство Реда и да им плати загубените им доходи. Управлението е водено от двете фамилии.
Йохан Адолф предава управлението на синът си Йохан Август и урежда женитбата му с дъщеря от фамилията Золмс-Браунфелс. През 1701 г. синът му умира и Йохан Адолф дава и господството Реда на брат си Фридрих Мориц.
Йохан Адолф умира на 29 август 1704 година на 66-годишна възраст.

## Фамилия
Първи брак: през май 1664 г. с графиня Йохана Доротея фон Шаумбург-Липе (* 23 март 1649, Бюкебург; † август 1695), дъщеря на граф Филип I фон Шаумбург-Липе. Той я обвинява в изневяра и те се развеждат през 1676/1678 г. Те имат две дъщери:
- София Юлиана
- София Шарлота Юлиана Мавриция (fl 1693)

Втори брак: на 21 април 1679 г. с ландграфиня Шарлота фон Хесен-Ешвеге (* 3 декември 1653; † 7 февруари 1708), вдовица на херцог Август фон Саксония-Вайсенфелс (1650 – 1674), дъщеря на ландграф Фридрих фон Хесен-Касел. Те се развеждат през 1693 г. Двамата имат децата:
- Йохан Август (* 1680; † 15 април 1701)
- Карл Мориц (*/† 1689)
- София
- Шарлота
- Фридерика София
- Елеонора Юлия Фридерика